# High Road (песня Коу Ветцеля)
«High Road» — песня американского певца Коу Ветцеля, выпущенная 7 июня 2024 года в качестве третьего сингла его шестого студийного альбома 9 Lives с помощью лейблов YellaBush Records и Columbia. Песня написана с участием американской кантри-рок-певицы Джесси Мёрф и также вошла в её студийный альбом 2024 года That Ain’t No Man That’s the Devil.
Песня стала самой успешной в чартах для обоих исполнителей, заняв первое место в Country Airplay и 22-ю позицию в Billboard Hot 100, а также получила номинацию в категории «Favorite Country Song» на церемонии American Music Awards 2025 года. Сингл получил платиновую сертификацию в Австралии, Канаде и США.

## История
Ветцель рассказал о песне:
«High Road» — хороший пример того, как этот альбом показывает меня с другой стороны, чем люди могли бы ожидать. Каждый альбом — это почти новый лист, всегда поворот налево, потому что я очень честен. Но этот? Это то, чего люди ждали от меня, но мы еще не дошли до этого. Это взрослая версия меня

## Композиция
Как и предыдущий сингл Ветцеля «Sweet Dreams», песня сочетает в себе элементы R&B и кантри-рока. В тексте песни Ветцель решает проблему нестабильных отношений, успокаиваясь и употребляя наркотики, что он называет «высоким путём». Мёрф поёт с точки зрения женщины в этих отношениях.

## Награды и номинации
23 апреля 2025 года песня получила номинацию в категории «Favorite Country Song» на церемонии American Music Awards, которая намечена на 26 мая 2025 года.
| Организация           | Год  | Категория             | Результат | Ссылка |
| --------------------- | ---- | --------------------- | --------- | ------ |
| American Music Awards | 2025 | Favorite Country Song | Номинация | [ 3 ]  |

## Музыкальное видео
Сопровождающий официальный музыкальный клип был выпущен 27 июня 2024 года.

## Коммерческий успех
«High Road» дебютировала на 54-м месте в Billboard Country Airplay в неделю 27 июля 2024 года
Песня «High Road» возглавила кантри-чарты Канады и США, став первым номером один в каждом из этих чартов для обоих исполнителей, а также достигла 22-го места в основном американском хит-параде Billboard Hot 100. Песня вошла в десятку лучших в чартах радиоэфира Radio Songs, а также потоковых Streaming Songs и цифровых продаж песен Digital Song Sales.

## Чарты

### Еженедельные чарты
| Чарт (2024—2025)                                  | Высшая позиция |
| ------------------------------------------------- | -------------- |
| Австралия (ARIA)                                  | 46             |
| Австралия (Country Hot 50, The Music)             | 18             |
| Канада (Billboard Canadian Hot 100)               | 30             |
| Канада All-Format Airplay (Billboard)             | 8              |
| Канада Country (Billboard)                        | 1              |
| Мир (Billboard Global 200)                        | 72             |
| Новая Зеландия (RMNZ)                             | 8              |
| Великобритания (UK Country Airplay, Radiomonitor) | 3              |
| США (Billboard Hot 100)                           | 22             |
| США (Billboard Adult Pop Airplay)                 | 11             |
| США (Billboard Country Airplay)                   | 1              |
| США (Billboard Hot Country Songs)                 | 4              |
| США (Billboard Pop Airplay)                       | 28             |
| США (Radio Songs, Billboard)                      | 8              |
| США (Digital Song Sales, Billboard)               | 10             |
| США (Streaming Songs, Billboard)                  | 16             |

### Годовые итоговые чарты
| Чарт (2024)                      | Позиция |
| -------------------------------- | ------- |
| Canada (Canadian Hot 100)        | 97      |
| US Billboard Hot 100             | 81      |
| US Hot Country Songs (Billboard) | 25      |

## Сертификации
| Регион                                                                      | Сертификация | Продажи   |
| --------------------------------------------------------------------------- | ------------ | --------- |
| Австралия (ARIA)                                                            | Платиновый   | 70 000    |
| Канада (Music Canada)                                                       | Платиновый   | 80 000    |
| США (RIAA)                                                                  | Платиновый   | 1 000 000 |
| Данные о продажах + прослушиваниях приведены только на основе сертификации. |              |           |